# Dorpsgezicht Bornem

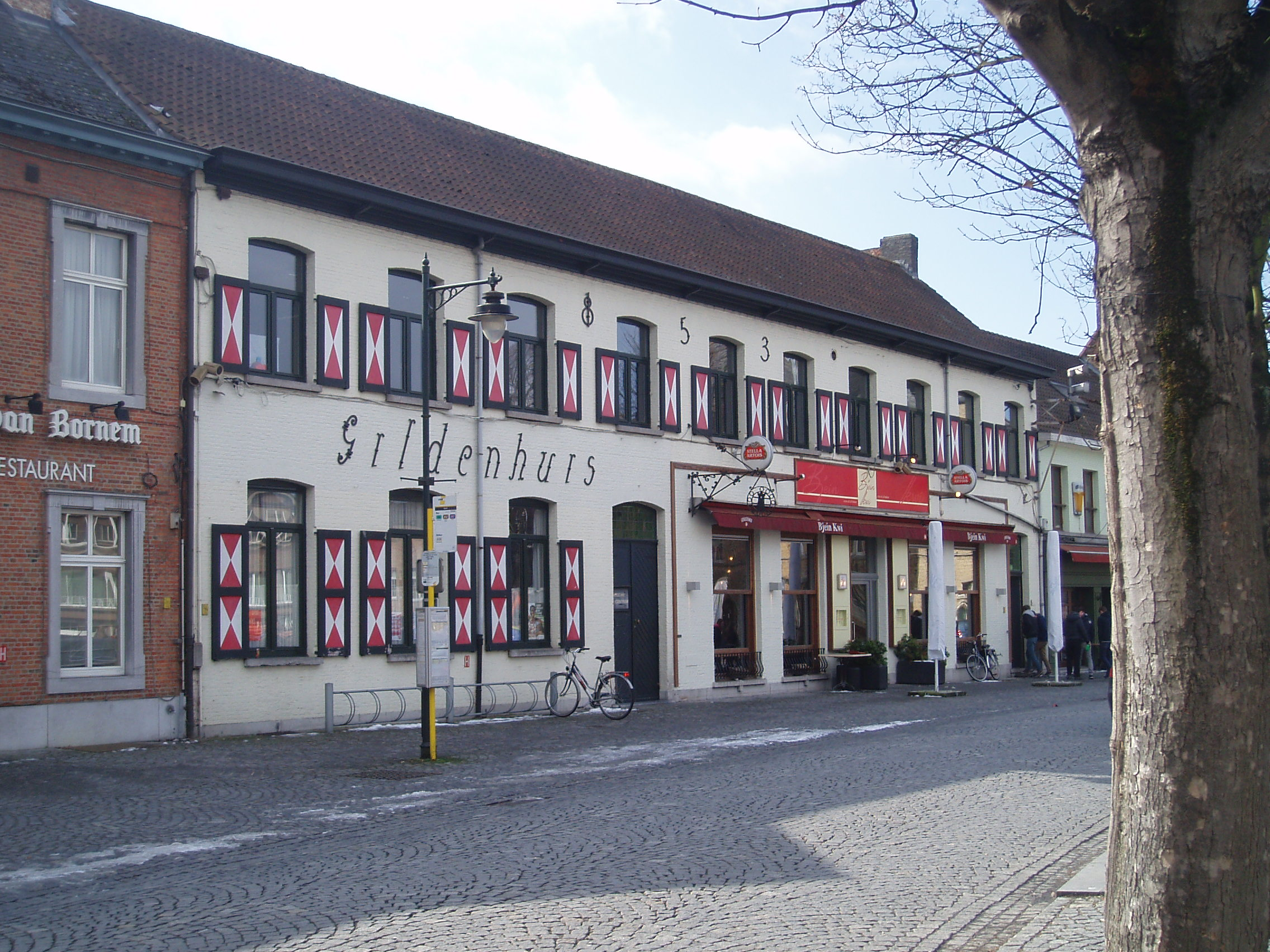
Gildenhuis of congregatiehuis

Het dorpsgezicht Bornem is het geheel van het Kardinaal Cardijnplein en omgeving te Bornem. Het is een beschermd dorpsgezicht.

## Beschrijving
De bescherming van het Kardinaal Cardijnplein of dorpsgezicht Bornem dateert van 1998. Het dorpsgezicht is als geheel beschermd. Het bevat zowel gebouwen die individueel beschermd zijn als monument, als gebouwen die niet individueel beschermd zijn, maar wel als onderdeel van het dorpsgezicht. Het Kardinaal Cardijnplein was tot 1905 een kerkhof. Naast gebouwen bevat het een gedenkteken uit 1898, opgericht ter herdenking van 100 jaar Boerenkrijg. Het is een bronzen beeld van Hendrik Van Perck. Verder staat er nog een oorlogsmonument voor de gesneuvelden uit de Eerste Wereldoorlog. Het monument dateert van 1934 en werd gemaakt door Herman De Cuyper. Het monument bestaat uit twee delen: onderaan staat een moeder met haar gesneuvelde zoon in haar handen, bovenaan staat Christus.

### Individueel beschermde gebouwen
De individueel beschermde gebouwen van het dorpsgezicht worden niet hier beschreven, maar in afzonderlijke artikels. Het betreft:
- De pastorie
- De Onze-Lieve-Vrouw-en-Sint-Leodegariuskerk
- Het Landhuis
- 't Land van Bornem

### Gebouwen die beschermd zijn als onderdeel van het dorpsgezicht

#### ’t Luxhuis
’t Luxhuis is een café op de hoek van de Boomstraat en het Kardinaal Cardijnplein. Oorspronkelijk waren het drie afzonderlijke woningen met een hotel, een café en een winkel. De bouwaanvraag dateert van 1931. Architect was P. De Rijck. ’t Luxhuis werd gebouwd in baksteen, telt twee bouwlagen en heeft een lijstgevel. De traveeën zijn onregelmatig en er werden verschillende metselverbanden gebruikt. De naam van dit gebouw verwijst naar Lux Pils, een voormalig bier dat werd gebrouwen door brouwerij Cammaert te Bornem. De brouwer (Ph. Cammaert - Poppe) was de opdrachtgever voor de bouw van het Luxhuis.

#### Gildenhuis of congregatiehuis
Het Gildenhuis is een gebouw aan het Kardinaal Cardijnplein. Het werd in 1853 gebouwd in opdracht van de Sint-Bernardusabdij (Bornem) als een congregatiehuis voor Bornemse jongens. Het is een witgeschilderd pand van tien traveeën met steekbogen en twee bouwlagen. Het heeft een zadeldak en een lijstgevel.
Anno 2013 is het Gildenhuis eigendom van de parochie. Een gedeelte wordt verhuurd als brasserie en een ander deel zijn parochielokalen. In 2012 werd de bovenverdieping gebruikt als klaslokalen voor een school die plaatsgebrek had.

#### Herenhuis
Aan de hoek van de Kapelstraat en het Kardinaal Cardijnplein ligt het hoekhuis, een herenhuis dat oorspronkelijk dateert van rond 1770. Het is een dubbelhuis dat het uitzicht van de 19e eeuw bewaard heeft, met een witgeschilderde lijstgevel. Het huis heeft vijf traveeën en twee bouwlagen onder een zadeldak met kunstleien.

#### Instituut van Onze-Lieve-Vrouw Presentatie
Het Instituut van Onze-Lieve-Vrouw-Presentatie is een school, gelegen aan het Kardinaal Cardijnplein. Reeds in 1101 lag op die plaats een abdij van reguliere kanunniken. In 1120 werd de abdij samengevoegd met de abdij Affligem en heette toen “priorij van Bornem”. In 1796 werd de priorij afgeschaft en een groot deel van de gebouwen gesloopt. In 1842 werden de gebouwen aangekocht door de congregatie van zusters van Onze-Lieve-Vrouw Presentatie. Zij richtten er een meisjesschool op. In de tweede helft van de 19e eeuw werden nieuwe gebouwen opgericht en de oudere gedeelten geïntegreerd. De neogotische vleugel en kostschool werden gebouwd van 1905 tot 1907. In de 20ste eeuw volgden meer verbouwingswerken. De huidige school bevat restanten van de 17de tot de 20ste eeuw. De oudste vleugel behoorde tot de vroegere priorij en wordt anno 2013 gebruikt als directie- en vergaderruimte. Binnenin zijn plafonds in stucwerk bewaard, oude eiken deuren en een kelder met tongewelf. De neogotische vleugel van 1905 wordt nog gebruikt als secretariaat en klaslokalen.